# Мюон
Мюо́н (від грецької букви μ, що використовується для позначення), важкий електрон, мю-мезон — у стандартній моделі фізики елементарних частинок — нестабільна елементарна частинка з негативним електричним зарядом і спіном 1/2. Разом з електроном, тау-лептоном і нейтрино класифікується як частина лептонної родини ферміонів. Як і всі заряджені фундаментальні частинки, мюон має античастинку із зарядом протилежного знаку, але з рівною масою і спіном: антимюон.
З історичних причин, мюони іноді згадуються як мю-мезони, хоча вони не є мезонами в сучасному представленні фізики елементарних частинок. Маса мюона в 207 разів більша від маси електрона; з цієї причини мюон можна розглядати як надзвичайно важкий електрон. Мюони позначаються як μ–, а антимюони як μ+.
На Землі мюони реєструються в космічних променях, де вони виникають в результаті розпаду заряджених піонів. Піони утворюються у верхніх шарах атмосфери первинними космічними променями і мають дуже короткий час життя — декілька наносекунд. Час життя мюонів теж малий — 2,2 мікросекунди. Проте мюони з космічних променів мають швидкості, близькі до швидкості світла, тому через ефект уповільнення часу
спеціальної теорії відносності вони встигають долетіти до поверхні Землі.
Як і у випадку інших заряджених лептонів, існує мюонне нейтрино, яке пов'язане з мюоном. Мюонні нейтрино позначаються як νμ. Мюони майже завжди розпадаються на електрон, електронне антинейтрино і мюонне нейтрино; існують також рідкісніші типи розпаду, коли виникає додатковий фотон або електрон-позитронна пара.

Фейнманівська діаграма розпаду мюона

## Історія
Мюони було відкрито Карлом Андерсоном і Сетом Наддермеєром у 1937 році, під час дослідження космічного випромінювання. Вони детектували частинки, які при проходженні через магнітне поле відхилялися меншою мірою, ніж електрони, але сильніше, ніж протони. Було зроблено припущення, що їхній електричний заряд дорівнює заряду електрона, і для пояснення відмінності у відхиленні було необхідно, щоб ці частинки мали проміжну масу (що лежить десь між масою електрона і масою протона).
З цієї причини Андерсон спочатку назвав нову частинку «мезотрон», використовуючи приставку «мезо-» (від грецького слова «проміжний»). Також, деякі вчені називали частинку мезон, що викликало плутанину. Крім того, франкофонним вченим не подобалося це слово, оскільки французькою воно є омофоном борделю. До того, як було відкрито пі-мезон, мюон вважався кандидатом на роль переносника сильної взаємодії, який був необхідний в теорії, що незадовго до того була розроблена Юкавою. Проте, виявилося, що мюон не вступає в сильні взаємодії, а його час життя у сотні разів більший ніж той, що передбачався теорією Юкави.
1941 року Бруно Россі і Девід Голл вимірюючи, як час розпаду мюона залежить від його енергії, вперше експериментально продемонстрували ейнштейнівське сповільнення часу
.
1942 року японські вчені Танікава Ясутака, Саката Сьоіті та Іноуе Такесі запропонували теорію, що мезотрон є не частинкою Юкави, а продуктом її розпаду — проте через війну їх роботи були перекладені англійською лише у 1946, і не були відомі у США аж до кінця 1947. Значно пізніше схоже припущення (відоме під назвою «двомезонна гіпотеза») висловив Роберт Маршак.
1947 року ці теорії підтвердилися. Нововідкриті частинки отримали назву піони. Було вирішено використовувати термін «мезон» як загальну назву частинок цього класу. Мезотрон же отримав назву мю-мезон (від грецької літери «мю»).
Після появи кваркової моделі, мезонами почали вважатися частинки, що складаються з кварка й антикварка. Мю-мезон же не належав до них (за сучасними уявленнями, він не має внутрішньої структури), тому його назву змінили на сучасний термін «мюон».
1962 року в експерименті, проведеному у Брукгейвенській національній лабораторії було показано, що мюону відповідає особливий тип нейтрино, що бере участь лише у реакціях з ним.
Мюон викликав багато питань у фізиків, оскільки його роль у природі була не зрозумілою. За словами Гелл-Мана мюон був ніби дитиною, підкинутою на поріг, яку ніхто не чекав. Пізніше мюон, мюонне нейтрино, а також s-кварк і c-кварк були виділені у друге покоління елементарних частинок. Проте причини існування поколінь частинок — все ще нерозв'язана проблема фізики.
У квітні 2021 року група вчених за результатами експериментів заявила, що взаємодія мюонів не узгоджується зі Стандартною моделлю.

## Характеристики
Мюон за багатьма характеристиками повторює електрон: так само він має заряд -1 і спін ½ (тобто, є ферміоном). Разом з електроном і тау-частинкою мюон належить до родини лептонів — його лептонний заряд дорівнює 1, а баріонний — нулю. Для антимюона значення всіх зарядів — протилежні, а решта характеристик збігається з характеристиками мюона. Маса мюона дорівнює 1,883×10−28 кг, або 105,658374 МеВ — майже в 207 разів більше, ніж маса електрона, і приблизно в 9 разів менша ніж маса протона. Через те, що маса мюона займає проміжне положення між електроном і протоном, деякий час його вважали мезоном. Час життя мюона становить 2,1969811 мікросекунди. Для елементарних частинок така тривалість є значною — серед нестабільних частинок лише нейтрон (і, можливо, протон, якщо він розпадається) має більший час життя. За такої тривалості життя мюон мав би проходити не більше 658 метрів до розпаду, проте через ейнштейнівське сповільнення часу, швидкі мюони (наприклад, з космічних променів) можуть проходити багато кілометрів. Магнітний момент мюона дорівнює 3,183345142 μp. Аномальний магнітний момент мюона дорівнює 1,16592×10−3. Дипольний момент дорівнює нулю (в межах похибки).

## Взаємодія з іншими частинками
Мюон бере участь у реакціях за допомогою всіх фундаментальних взаємодій, окрім сильної.

### Розпад мюона
Розпад мюона відбувається під дією слабкої взаємодії: мюон розпадається на мюонне нейтрино і W–-бозон (віртуальний), що своєю чергою швидко розпадається на електрон і електронне антинейтрино. Такий розпад є однією з форм бета-розпаду. Іноді (приблизно в одному відсотку випадків) разом з цими частинками утворюється фотон, а в одному випадку з 10000 — ще один електрон і позитрон.
Теоретично, мюон може розпастися на електрон і фотон, якщо під час розпаду мюонне нейтрино осцилює, проте ймовірність цього вкрай мала — порядку 10−50 за теоретичними розрахунками. Експериментально встановлено, що доля цього каналу менша за 5,7×10−13%. Втім, можливо, такий розпад є більш ймовірним для зв'язаного мюона, що обертається навколо ядра.
Також є непідтверджені гіпотези існування інших екзотичних каналів розпаду мюона, таких як розпад на електрон і майорон, або на електрон і бозон.

### Утворення мюона

Утворення мюонів і антимюонів у широкій атмосферній зливі, спричиненій високоенергетичною космічною частинкою (протоном)

#### Розпад мезонів
Найбільш звичним є розпад заряджених пі-мезонів і K-мезонів на мюон і мюонне антинейтрино, іноді з утворенням нейтральних частинок:
{\displaystyle \pi ^{-}\to \mu ^{-}{\bar {\nu _{\mu }}}}(99 % розпадів)
{\displaystyle K^{-}\to \mu ^{-}{\bar {\nu _{\mu }}}}(64 % розпадів)
{\displaystyle K^{-}\to \pi ^{0}\mu ^{-}{\bar {\nu _{\mu }}}}(3 % розпадів)
Ці реакції є основними каналами розпаду цих частинок. Інші заряджені мезони також активно розпадаються з утворенням мюонів, хоча і з меншою інтенсивністю, наприклад, при розпаді зарядженого D-мезона мюон утворюється лише в 18 % випадків.
Розпад піонів і каонів є основним джерелом мюонів в космічних променях і прискорювачах.
Нейтральні мезони можуть розпадатися на пару мезон-антимезон, нерідко з утворенням гамма-кванта або нейтрального піона. Проте ймовірність таких розпадів, зазвичай, менша:
{\displaystyle \eta \to \mu ^{-}\mu ^{+}\gamma } (0,03 % розпадів)
{\displaystyle \rho \to \mu ^{-}\mu ^{+}}(0,005 % розпадів)
Для важчих мезонів ймовірність появи мюона збільшується — наприклад, D0-мезон утворює їх в 6,7 % випадків.

#### Розпад баріонів
Мюон може утворюватися при розпаді баріонів, проте ймовірність цього зазвичай є низькою. Як приклад можна навести такі реакції як:
{\displaystyle \Xi ^{-}\to \Lambda \mu ^{-}{\bar {\nu _{\mu }}}}(0,03 % розпадів)
{\displaystyle \Lambda ^{0}\to p\mu ^{-}{\bar {\nu _{\mu }}}}(0,015 % розпадів)

#### Розпад бозонів
Важкі нейтральні бозони іноді розпадаються на мюон-антимюонну пару:
{\displaystyle Z^{0}\to \mu ^{-}\mu ^{+}}(3 % розпадів)
{\displaystyle H^{0}\to \mu ^{-}\mu ^{+}}
А заряджені бозони, на пару мюон-антинейтрино:
{\displaystyle W^{-}\to \mu ^{-}{\bar {\nu _{\mu }}}}(11 % розпадів)

#### Розпад лептонів
Тау-частинка, єдиний відомий лептон, який важчий за мюон, з ймовірністю в 17 % розпадається на мюон, тау-нейтрино й антимюонне нейтрино.

### Інші реакції
Важливою реакцією, в якій бере участь мюон є мюонне захоплення. При потраплянні мюонів у речовину вони захоплюються атомами і поступово опускаються на К-орбіталь, випромінюючи фотони. Радіус цієї орбіталі у 200 разів менший, ніж радіус відповідної орбіталі електрона, тому значний час мюон знаходиться безпосередньо в ядрі. Через це, мюон швидко захоплюється ядром, взаємодіючи з протоном за схемою:
{\displaystyle \mu ^{-}+p\to n+\nu _{\mu }}.
На кварковому рівні ця реакція проходить як:
{\displaystyle \mu ^{-}+u\to d+\nu _{\mu }}.
Для легких ядер (Z<30) ймовірність захоплення пропорційна Z4. Для важчих атомів радіус орбіти мюона стає меншим за радіус ядра, тому подальше збільшення ядра не впливає на інтенсивність реакції.

### μ-e універсальність
Заряд електрона рівний заряду мюона і тау-частинки, а в продуктах розпаду W-бозона і Z-бозона вони зустрічаються з однаковою ймовірністю. Через це, різниця між будь-якими реакціями з участю різних лептонів може бути викликана лише різницями в їх масі, а не в механізмі розпаду, а тому в більшості реакцій мюон може заміняти електрон і навпаки. Ця особливість називається лептонною універсальністю.
Втім, дані експерименту LHCb щодо рідкісних напівлептонних розпадів B-мезонів можуть свідчити про те, що лептонна універсальність все-таки може порушуватися
.

## Мюонні атоми

Мюоній

Мюони були першими відкритими елементарними частинками, які не траплялися у звичайних атомах. Негативні мюони можуть, проте, формувати мюонні атоми, замінюючи електрони в звичайних атомах. Розв'язок рівняння Шредінгера для воднеподібного атома показує, що характерний розмір одержуваних хвильових функцій (тобто радіус Бора, якщо розв'язок проводиться для атома водню зі звичним електроном) обернено пропорційний масі частинки, що рухається навколо атомного ядра. Внаслідок того, що маса мюона більш ніж у двісті разів перевершує масу електрона, розмір одержуваної «мюонної орбіталі» в стільки ж разів менший від аналогічної електронної. У результаті, вже для ядер із зарядовим числом Z = 5-10 розміри мюонної хмари порівняні або не більше ніж на порядок перевершують розміри ядра, і неточковість ядра починає сильно впливати на вигляд хвильових функцій мюона. Як наслідок, вивчення їхнього енергетичного спектра (інакше кажучи, ліній поглинання мюонного атома) дозволяє «заглянути» в ядро і дослідити його внутрішню структуру.
Позитивний мюон, зупинений у звичайній матерії, може зв'язати електрон і сформувати мюоній (Mu) — атом, в якому мюон діє як ядро. Зведена маса мюонію і, отже, його борівський радіус близькі до відповідних величин для водню, тому цей короткоживучий атом у першому наближенні поводиться в хімічних реакціях як надлегкий ізотоп водню.

## Проникна здатність
Інтенсивність гальмівного випромінювання обернено пропорційна квадрату маси частинки що рухається, тому для мюона, що в 207 разів важчий за електрон втрати на нього є нехтуваними. З іншого боку, мюон, на відміну від адронів, не бере участь в сильній взаємодії, а тому домінуючим каналом втрати енергії при проходженні через шар речовини є втрати на іонізацію аж до енергій 1011−1012 еВ, а тому у цій області проникна здатність мюона пропорційна до енергії. На більших енергіях гальмівне випромінювання, а також втрати на розщеплення атомних ядер починають відігравати більшу роль, і лінійне зростання зупиняється.
Через свої властивості, мюони високих енергій мають значно більшу проникну здатність порівняно як з електронами, так і з адронами. Мюони, породжені зіткненнями частинок з космічних променів з атомами верхніх шарів атмосфери, реєструються навіть на глибині кількох кілометрів.
Повільні мюони можуть повністю зупинятись у речовині й захоплюватись атомами як електрони.
Для обчислення вільного пробігу мюона в речовині використовують таку величину як середні втрати енергії на за проліт одного сантиметра шляху у речовині густиною 1 г/см3. При енергії до 1012 МеВ мюон втрачає приблизно 2 МеВ на г/см2 прольоту. В діапазоні від 1012 до 1013 еВ ці втрати є більшими, і можуть бути наближено обчислені за формулою
{\displaystyle {\frac {dE}{dx}}=2,6+3,5\cdot 10^{-6}E_{0\mu }} МеВ, де {\displaystyle E_{0\mu }} — початкова енергія мюона в МеВ.
Таким чином можна бачити, що у воді високоенергетичний мюон може пролетіти кілометри, і навіть в залізі — сотні метрів.

## Використання

### Мюонний каталіз
Основною складністю, що заважає будувати генератори на базі ядерного синтезу є високі температури, до яких повинна бути підігріта воднева плазма, щоб ядра могли подолати кулонівський бар'єр, і наблизитись на відстань, на якій почнуть діяти ядерні сили.
Система з протона і мюона, тобто, мезоводень, має розміри в сотні разів менші за атом, і при цьому мезон повністю екранує заряд ядра. Таким чином, мезоводень поводить себе як великий нейтрон і може проникати через електронні оболонки інших атомів. Завдяки цьому, ядра водню можуть наближатися на відстані, достатні для того, щоб між ними відбулася реакція ядерного синтезу. Після реакції, мюон має великий шанс відірватися від утвореного ядра, і приєднатися до іншого, повторюючи весь цикл, слугуючи, таким чином, каталізатором процесу.
У випадку реакцій D-T, процес проходить наступним чином: мезодейтерій і тритій утворюють мезомолекулу. Середня відстань між ядрами є недостатньою для початку реакції, проте, оскільки атоми коливаються навколо положення рівноваги, у момент найбільшого зближення, відстань між ними стає достатньою для того, щоб ядра тунелювали через кулонівський бар'єр. Розрахунки показують, що середній час термоядерної реакції на шість порядків менший за час життя мюона. Проте в середньому один мюон може каталізувати не мільйон реакцій, а лише порядку 100—150. Це пов'язано з тим, що після утворення ядра гелію-4 і нейтрона, мюон має шанс приблизно в 1 % «прилипнути» до гелію, і припинити свою подальшу каталітичну діяльність. Цей процес називають «отруєнням» каталізатора.
Енергія, що виділяється за 100 D-T реакцій дорівнює 2000 МеВ, що, хоча й значно більша за 100 МеВ (енергія, що витрачається на утворення мюона), через високі супутні витрати, процес лишається енергетично невигідним.
Одним зі способів збільшити енергетичний вихід є використання потоку нейтронів, який утворюються при синтезі, для опромінення уранового бланкету, що буде спричиняти поділ ядра урану, або перетворення його у плутоній.

### Мюонна томографія
Завдяки космічним променям на Землю постійно падає потік мюонів — в середньому на один квадратний сантиметр земної поверхні падає одна частинка за хвилину. Якщо поставити мюонні детектори над і під деяким об'єктом, можна за різницею інтенсивності мюонів зробити висновки щодо його внутрішньої структури. Від більш звичної рентгенографії мюонна томографія відрізняється кількома важливими параметрами:
- Мюони поглинаються значно слабше за гамма-промені, тому з їх допомогою можна «просвічувати» великі кількасотметрові тверді об'єкти, або достатньо товсті шари металу.
- Мюонна томографія — пасивний метод аналізу. Він використовує лише природний мюонний фон, а отже не становить додаткової небезпеки для здоров'я.

Головний недолік цієї методики полягає в тому, що контрастне зображення може потребувати багато часу — дні або тижні, через те, що природний мюонний фон є невисоким.
У 1967—1968 роках частина піраміди Хефрена була досліджена таким чином, з метою пошуку потаємних кімнат (їх не було знайдено).
Більш сучасна варіація цієї методики, мюонна розсіювальна томографія, фіксує не лише поглинання мюонів, а й їх розсіювання, яке відбувається значно частіше. Для цього кожен детектор, що стоїть над і під об'єктом, повинен фіксувати його траєкторію. Чим більша атомна маса речовини, тим сильніше вона відхиляє мюони, тому цей метод дозволяє ефективно виявляти важкі метали, такі як уран, що використовується для боротьби з ядерною контрабандою.

### Мюонний колайдер
Існують пропозиції побудови колайдерів мюонів та антимюонів, які б могли замінити електрон-позитронні колайдери. Електрони через свою малу масу втрачають значну частину своєї енергії на синхротронне випромінювання (особливо це актуально в кільцевих колайдерах), тому будівництво електрон-позитронних колайдерів з енергією вищою за 100 ГеВ не є виправданим. Мюони, як важчі лептони, позбавлені цієї проблеми, що б дозволило досягти енергій зіткнень у кілька ТеВ. До того ж оскільки мюони мають більшу масу, в мюонному колайдері переріз утворення бозонів Хіггса є більшим, ніж в електрон-позитронному колайдері. Це б дозволило вивчати бозони Хіггса з великою точністю. Однак, технічна реалізація таких проєктів ускладнена через короткоживучість мюонів та проблему отримання інтенсивного пучка мюонів за цей надзвичайно короткий час.